# Phalangium pygnogonum
Phalangium pygnogonum is een hooiwagen uit de familie echte hooiwagens (Phalangiidae).